# Carice van Houten
Carice Anouk van Houten (født 5. september 1976) er en nederlandsk skuespiller og sanger. Hun er kendt for at spille hovedrollen i Zwartboek og rollen som Melisandre i tv-serien Game of Thrones.

## Udvalgt filmografi

### Film
- Zwartboek (2006) – Rachel Stein / Ellis de Vries
- Operation Valkyrie (2008) – Nina Schenk Gräfin von Stauffenberg
- Repo Men (2010) – Carol
- Sorte sommerfugle (2011) – Ingrid Jonker
- The Fifth Estate (2013) – Birgitta Jónsdóttir
- Domino (2019)

### Tv-serier
- Game of Thrones (2012–19) – Melisandre